# Bishnoi

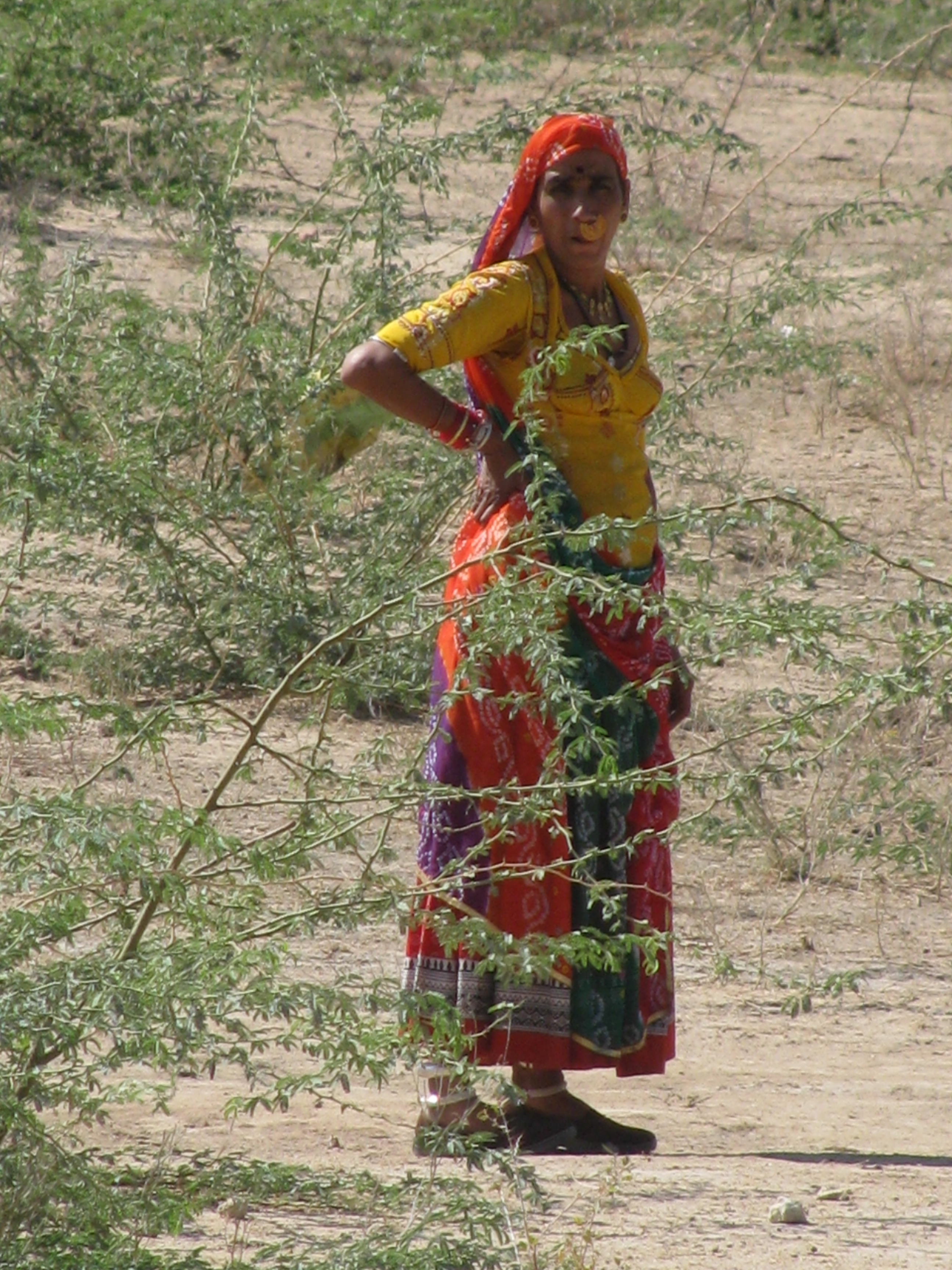
Femeie bishnoi în rochie tradițională.

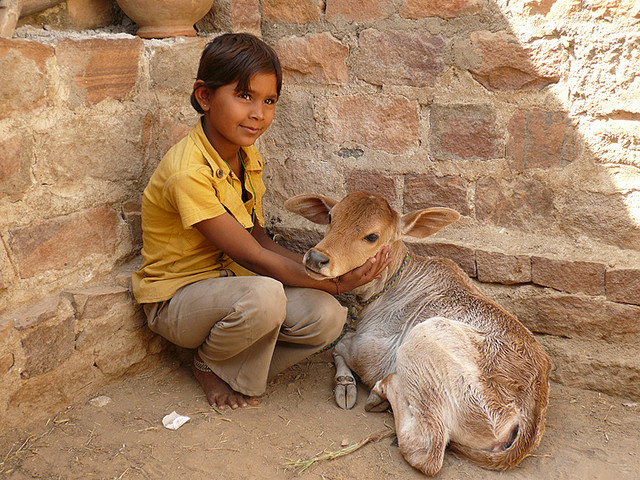
Băiat bishnoi.

Bishnoi sau Vishnoi ( bish, "douăzeci", și noi, "nouă" în rajasthani, un dialect al limbii hindi), sunt membrii unei comunități vishnuite prezentă în principal în statul Rajasthan din India, mai ales în regiunile din Jodhpur și Bikaner, și un număr mai mic în statul vecin, Haryana, tot în India. Comunitatea a fost creată de către guru Jambeshwar Bhagavan, cunoscut sub numele de Jambaji (1451-1536).
Bishnoi sunt, poate, cei mai aprigi apărători ai mediului din lume. Ei cred că toate animalele sunt sacre, în special, antilopele cervicapra (o varietate de antilope cu coarne lungi în spirală), specii în pericol de dispariție. Uneori bishnoi îngroapă exemplarele moarte și marchează locul cu pietre; de asemenea, se spune că femeile lor alăptează puii de antilopă care rămân orfani. 
Bishnoi cred că, după moarte, sufletul lor se va reîncarna într-un corp de antilopă. 
În plus, au o lungă tradiție în protecția copacului sacru numit khejri, pentru care, în trecut, nu au ezitat să-și sacrifice viața (vezi mai jos „Sacrificiul suprem”).  
Bărbații sunt ușor de recunoscut datorită marelui turban alb, în timp ce femeile sunt, de obicei, îmbrăcate în roșu (sau violet pentru doliu), poartă un inel mare la nas, o fustă cu un punct alb și o dupatta (eșarfă lungă) roșie cu chenar verde.

### Întemeierea sectei
Secta a fost întemeiată în secolul al XV-lea, într-o perioadă în care regiunea din jurul Jodhpur a fost afectată de o gravă secetă. Un om cu numele Jambeshwar a avut un vis care i-a dezvăluit că lipsa apei este cauzată de intervenția omului în ordinea naturală. El a atabilit apoi 29 de precepte (de unde numele de bishnoi = 29) privind protecția naturii, care interzic membrilor sectei să ucidă animale, să doboare copaci și să folosească lemne pentru rug (Bishnoi, spre deosebire de majoritatea hindușilor, îngroapă morții). 
Alte reguli impun o baie devreme dimineața, abținerea de la opiu, de la cânepa indiană și de la alcool, evitarea oricăror polemici inutile și evitarea purtării culorii albastre (se crede că acest precept a avut scopul de a proteja planta de indigo). Jambeshwar a devenit cunoscut sub numele de Guru Jambaji și adepții lui au fost botezați bishnoi (care înseamnă "29"), de la numărul de reguli stricte.

### Sacrificiul suprem
În 1730, bishnoi au făcut unul din cele mai faimoase sacrificii. Maharajahul din Jodhpur a trimis tăietori de lemne în satele bishnoi pentru tăierea de copaci khejri, pentru alimentarea unor cuptoare. O femeie pe nume Amrita Devi, s-a agățat de unul din copaci strigând:
 "Un cap retezat valorează mai puțin decât un copac doborât."
 Un tăietor de lemne a decapitat-o cu toporul. Alți bishnoi au urmat exemplul femeii și tăietorii de lemne au ucis 363 de persoane. Maharajahul, auzind de masacru, a decis protejarea zonei din jurul satelor bishnoi, printr-o lege care interzice tăierea de arbori și vânătoarea.

### Bishnoi astăzi
Astăzi, așezarea Khejarli este o liniștită pădurice de khejri, cu un templu care comemorează sacrificiul. Bishnoi continuă să trăiască strict conform codului lor și să protejeze flora și fauna locale. 
În 1996, un sătean din zona Nihal Chand Bishnoi, a fost ucis de un vânător braconier lângă Bikaner în timp ce încerca să salveze viața unor "chinkara"  (gazele indiene). 
În octombrie 1998, actorul de la Bollywood, Salman Khan, a fost arestat pentru uciderea a două antilope în apropierea unui sat bishnoi. Autoritățile au fost informate despre incident de către locuitorii acelor sate, care l-au pus pe fugă pe Khan și au prezentat autorităților antilopele ucise, ca probe. În cele din urmă, cazul a fost mușamalizat. Potrivit Bishnoi, importanța acordată incidentului a ajutat la scăderea activității de braconaj. Astăzi, aproximativ 90% dintre antilope trăiesc sub protecția bishnoi.

## Link-uri externe
- Bishnois informații privind www.franckvogel.com.
- La Bishnois: India eco-warriors (Rajasthan, âme d'un prophète) (52 min, Franța 5, 2011) - Bishnois trailer de film de Franța 5 canal de TELEVIZIUNE, un film documentar regizat de Franck Vogel & Benoit Segur.